# Köpsjön (Hinneryds socken, Småland)
Köpsjön är en sjö i Markaryds kommun i Småland och ingår i Lagans huvudavrinningsområde.